# Shreveport
Shreveport is een stad in de Amerikaanse staat Louisiana en telt 187.593 inwoners. Het is hiermee de 137e stad in de Verenigde Staten (2020). De oppervlakte bedraagt 266,9 km², waarmee het de 66e stad is. De stad ligt aan de Red River.

## Demografie
Van de bevolking is 13,9 % ouder dan 65 jaar en ze bestaat voor 30,8 % uit eenpersoonshuishoudens. De werkloosheid bedraagt 5,4 % (cijfers volkstelling 2000).
Ongeveer 1,6 % van de bevolking van Shreveport bestaat uit hispanics en latino's, 50,8 % is van Afrikaanse oorsprong en 0,8 % van Aziatische oorsprong.
Het aantal inwoners steeg van 198.402 in 1990 naar 200.145 in 2000. In 2020 was het aantal weer afgenomen tot 187.593 inwoners.

## Klimaat
In januari is de gemiddelde temperatuur 7,3 °C, in juli is dat 28,2 °C. Jaarlijks valt er gemiddeld 1171,2 mm neerslag (gegevens op basis van de meetperiode 1961-1990).

## Religie
Sinds 1986 is Shreveport de zetel van een rooms-katholiek bisdom.

## Plaatsen in de nabije omgeving
De onderstaande figuur toont nabijgelegen plaatsen in een straal van 24 km rond Shreveport.

## Geboren
- Pirkle Jones (1914-2009), fotograaf
- Pat Carroll (1927-2022), (stem)actrice
- D.J. Fontana (1931-2018), drummer
- Jerry Pournelle (1933-2017), schrijver
- Van Cliburn (1934-2013), pianist
- Jerry Shipp (1935-2021), basketballer
- James Dobson (1936), psycholoog en schrijver
- Brenton Wood (1941-2025), zanger en songwriter
- Tricia O'Neil (1945), actrice
- Hank Williams jr. (1949), countryzanger en songwriter
- John Boozman (1950), senator voor Arkansas
- Evelyn Ashford (1957), sprintster
- Freddie Spencer (1961), wegrace motorcoureur